# Tharpyna himachalensis
Tharpyna himachalensis là một loài nhện trong họ Thomisidae.
Loài này thuộc chi Tharpyna. Tharpyna himachalensis được Benoy Krishna Tikader & Biswamoy Biswas miêu tả năm 1979.